# Ring of Fire: The Best of Johnny Cash
Ring of Fire: The Best of Johnny Cash je 16. album Johnnyja Casha, objavljen 1963. u izdanju Columbia Recordsa. Unatoč imenu, to nije kompilacija jer je Cash samo nekoliko pjesama s ovog albuma snimio prije. Zapravo, "Ring of Fire", jedna od najslavnijih Cashovih pjesama, prvi se put pojavila na ovom albumu, a ukupno je šest pjesama postalo singlovi od kojih je naslovna postigla najveći uspjeh.

## Popis pjesama
1. "Ring of Fire" (June Carter, Merle Kilgore) – 2:38
2. "I'd Still Be There" (Cash, Johnny Horton) – 2:34
3. "What Do I Care" (Cash) – 2:07
4. "I Still Miss Someone" (Johnny Cash, Ray Cash) – 2:35
5. "Forty Shades of Green" (Cash) – 2:54
6. "Were You There When They Crucified My Lord" (Narodna) – 3:56
7. "The Rebel - Johnny Yuma" (Richard Markowitz, Andrew Fenady) – 1:52
8. "Bonanza" (Jay Livingston, Ray Evans) – 2:20
9. "The Big Battle" (Cash) – 4:03
10. "Remember the Alamo" (Jane Bowers) – 2:50
11. "Tennessee Flat Top Box" (Cash) – 3:00
12. "Peace In The Valley" (Thomas A. Dorsey) – 2:47

## Izvođači
- Johnny Cash - vokali
- Luther Perkins, Jack Clement, Norman Blake - gitare
- Marshall Grant - bas
- Buddy Harman, W.S. Holland - bubnjevi
- Bill Pursell - kalvir
- Billy Lathum - bendžo
- Maybelle Carter - autoharfa
- Karl Garvin, Bill McElhiney - truba

## Ljestvice
Album - Billboard (Sjeverna Amerika)
| Godina | Ljestvica      | Pozicija |
| ------ | -------------- | -------- |
| 1963.  | Country albumi | 1        |
| 1963.  | Pop albumi     | 26       |

Singlovi - Billboard (Sjeverna Amerika)
| Godina | Singl                     | Ljestvica        | Pozicija |
| ------ | ------------------------- | ---------------- | -------- |
| 1961.  | "The Rebel - Johnny Yuma" | Country singlovi | 24       |
| 1961.  | "Tennessee Flat Top Box"  | Country singlovi | 11       |
| 1961.  | "Tennessee Flat Top Box"  | Pop singlovi     | 84       |
| 1962.  | "The Big Battle"          | Country singlovi | 24       |
| 1962.  | "Bonanza"                 | Pop singlovi     | 94       |
| 1963.  | "What Do I Care"          | Country singlovi | 7        |
| 1963.  | "What Do I Care"          | Pop singlovi     | 52       |
| 1963.  | "Ring of Fire"            | Country singlovi | 1        |
| 1963.  | "Ring of Fire"            | Pop singlovi     | 17       |

## Vanjske poveznice
- Podaci o albumu i tekstovi pjesama